# Josep Pla i Agustí
Josep Pla i Agustí  (c. 1728 – 1762) fue un compositor español, el más joven de tres hermanos compositores. El mayor de los hermanos fue Joan Baptista Pla (1720–1773), oboísta en Lisboa; el segundo hermano fue Manuel Pla (c.1725–1766), clavicembalista en la corte de Madrid.

## Trabajos, ediciones, y grabaciones
- Stabat Mater – grabación de Raquel Andueza, soprano; Pau Bordas, bajo; Orquesta Barroca Catalana, dirección de Olivia Centurioni, LMG 2011.
- Tono divino – Pedro, cuánto has dejado por seguir a tu maestro.